# Красноградський професійний ліцей
Красноградський професійний ліцей — це державний професійно-технічний навчальний заклад II атестаційного рівня, що забезпечує реалізацію права громадян на здобуття професійно-технічної та повної загальної середньої освіти, розташований у [Берестинський район|районному]] центрі Харківської області місті Берестин.
Ліцей здійснює підготовку робітників високого рівня кваліфікації з числа випускників загальноосвітніх навчальних закладів на основі базової загальної середньої освіти чи повної загальної середньої освіти, а також підготовку, перепідготовку та підвищення кваліфікації робітників та незайнятого населення.

## Загальна інформація
Комплекс ліцею розміщений на площі 2,7 га і має у своєму складі триповерховий корпус з навчальним кабінетами, лабораторіями, спортивною залою; чотириповерховий гуртожиток, у якому розміщені актова зала, бібліотека з читальною залою, навчальні кабінети та майстерні, їдальня.
Для проведення виробничого навчання до складу комплексу входять навчально-виробничі майстерні. Комплексна забудова відповідає вимогам для якісного навчання, навчально-виробничої діяльності, проведення виховних і позакласних заходів, організації харчування та побуту учнів.
На території закладу існує «музей історії, творчості та мистецтва ліцею».

## Історія
Красноградське професійно-технічне училище № 28 було створено у відповідності до наказу Державного комітету професійно-технічної освіти УРСР №158/237 від 29.05.1966 р. та наказу Харківського обласного управління професійно-технічної освіти № 152/295 від 28.06.1966 р. на базі пересувної механізованої колони № 2 тресту «Лозовсільбуд», з беспосереднім підпорядкуванням Харківському обласному управлінню профтехосвіти.
Ліцей створено згідно з наказом Міністерства освіти і науки України від 13.06.2003 р. №380 «Про вдосконалення мережі професійно-технічних навчальних закладів Харківської області» шляхом реорганізації професійно-технічного училища № 28 м. Краснограда.
В 2006 р. Красноградський професійний ліцей відсвяткував своє 40-річчя. 

17 червня 2016 року Красноградський професійний ліцей урочисто відсвяткував 50-річчя з дня заснування.